# 5엔 동전
5엔 동전(일본어: 五円硬貨)은 일본 정부가 발행하는 동전의 하나이다. 동전 중간에 구멍이 뚫려 있는 것이 특징이며 소재는 황동(구리 60%-70%, 아연 30%-40%), 테두리는 평면이다. 무게는 3.75g, 지름은 22.0mm, 두께는 1.5mm이고 구멍의 크기는 5mm이다.
앞면에는 벼 이삭과 물, 톱니바퀴(가운데에 구멍이 있음)가 그려져 있고 앞면 하단에는 5엔(五円, "오엔")을 뜻하는 글이 쓰여져 있다. 뒷면에는 일본국(日本国)과 제조년도가 쓰여져 있고 새싹 2개가 그려져 있다. 벼 이삭은 농업, 물은 수산업, 톱니바퀴는 산업을 뜻하며 새싹은 임업, 민주주의로 성장하는 일본을 뜻한다.
일본의 동전 가운데 아라비아 숫자 표기가 없고 한자 숫자 표기만 있는 유일한 동전이다. 소비세 도입 등으로 인해 일본에서 비교적 많이 쓰이는 화폐이지만 아라비아 숫자가 표기가 없기 때문에 한자를 쓰지 않는 나라에서 온 외국인 관광객들의 혼란을 가져오고 있다. 일본에서는 5엔의 일본어 발음이 "인연"을 뜻하는 일본어 단어 '고엔'(일본어: ご縁, ごえん)과 발음이 같기 때문에 신사 등에서 행운의 동전으로 널리 사용되고 있다.

## 연혁
- 1871년: 새 화폐에 관한 조례 제정. 구 5엔 금화(본위 금화) 발행.
- 1897년: 화폐법 제정. 신 5엔 금화(본위 금화) 발행.
- 1948년 9월 21일: 5엔 황동화 제정. (소재: 황동(구리 60%-70%, 아연 30%-40%), 무게: 4.0g, 지름: 22.0mm, 도안 소재: 일본 국회의사당(앞면), 비둘기, 매화(뒷면), 구멍 없음)
- 1948년 10월 25일: 5엔 황동화 발행.
- 1949년 8월 1일: 구멍이 뚫린 5엔 황동화가 발행됨. 도안 소재도 벼 이삭과 물, 톱니바퀴로 변경됨. 1949년에 발행된 5엔 동전은 구멍이 없는 동전과 구멍이 있는 동전 모두가 존재함.
- 1949년 9월 25일: 구멍이 뚫린 5엔 황동화가 발행됨.
- 1959년 6월 1일: 5엔 황동화에 쓰여진 문자가 구자체에서 신자체로 바뀌고 서체도 해서체에서 고딕체로 바뀜.
- 1959년 9월 1일: 새로운 글씨체로 바뀐 5엔 황동화가 발행됨.

### 역대 동전

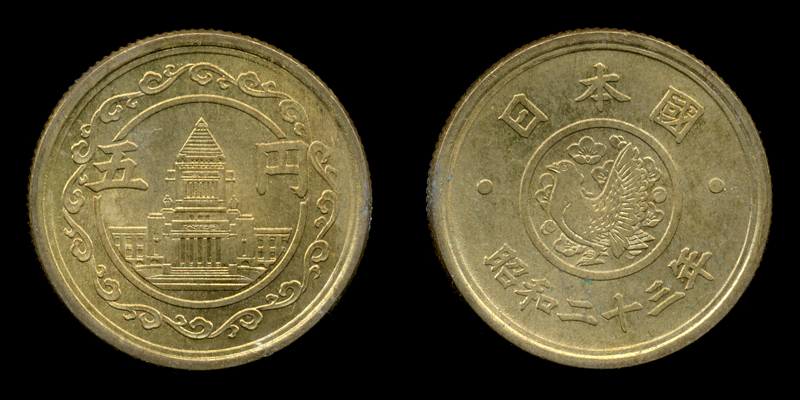
5엔 황동화 (1948년 발행)
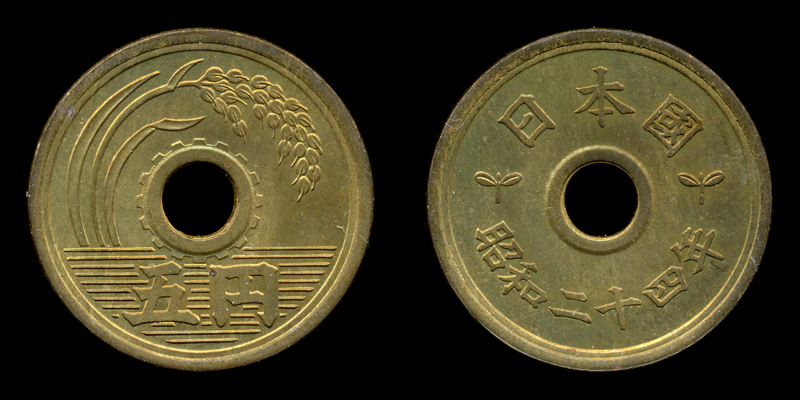
5엔 동전 (해서체)
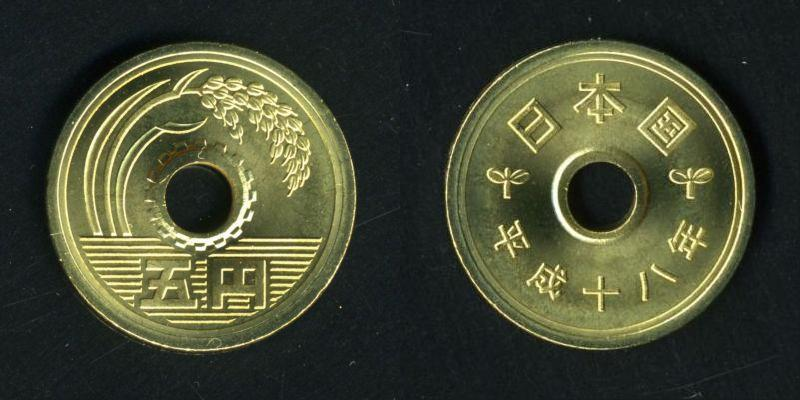
5엔 동전 (고딕체)

## 그 외
5엔짜리 동전은 일부 자동 판매기와 공중전화 부스 등에서도 인식이 가능하며, 일부에서 사용이 제한되는 경우를 제외하면 이론상 충분히 가능한 것으로 보이게 된다.